# Sauvagesia paucielata
Sauvagesia paucielata är en tvåhjärtbladig växtart som beskrevs av Claude Henri Léon Sastre. Sauvagesia paucielata ingår i släktet Sauvagesia och familjen Ochnaceae. Inga underarter finns listade i Catalogue of Life.